# Triclema caerulea
Triclema caerulea är en fjärilsart som beskrevs av Aurivillius 1895. Triclema caerulea ingår i släktet Triclema och familjen juvelvingar. Inga underarter finns listade i Catalogue of Life.